# Ivo Viktor
Ivo Viktor (Křelov, 21 de maig del 1942) és un exporter de futbol txec.
Pel que fa a clubs, defensà els colors del Zbrojovka Brno i del Dukla Praha, on romangué 13 anys. Debutà amb la selecció txecoslovaca el 1966 enfront Brasil a Maracanã. En total disputà 63 partits amb la selecció fins a l'any 1977. El 1970 jugà la Copa del Món de Mèxic. Fou un dels jugadors més brillants de l'Eurocopa 1976 en la qual la seva selecció en fou vencedora. Aquell any va quedar en tercera posició en la votació de la Pilota d'Or europea.

## Palmarès
- Lliga txecoslovaca: 1962, 1963, 1964, 1966, 1977, 1979 i 1982.
- Copa txecoslovaca: 1965, 1966, 1969 i 1981.
- Jugador de l'any a Txecoslovàquia: 1968, 1972, 1973, 1975 i 1976.
- Millor porter europeu: 1969 i 1976.